# Poecilia dominicensis
Poecilia dominicensis är en fiskart som först beskrevs av Barton Warren Evermann och Clark , 1906.  Poecilia dominicensis ingår i släktet Poecilia och familjen Poeciliidae. Inga underarter finns listade i Catalogue of Life.